# Silnice III/29013
Silnice III/29013 je pozemní komunikace vedoucí ve Frýdlantském výběžku Libereckého kraje na severu České republiky. Je spojnicí mezi Lužcem, nyní již téměř stavebně splynutým se sousedním Luhem a nedalekou Raspenavou, a Lázněmi Libverdou.

## Popis
Komunikace začíná na stykové křižovatce se silnicí II/290, kde odbočuje východním směrem. Následně na železničním přejezdu chráněném pouze výstražnými kříži a dopravní značkou „Stůj, dej přednost v jízdě!“ přechází u železniční zastávky Lužec pod Smrkem jednokolejnou neelektrifikovanou trať číslo 038 spojující Raspenavu s Bílým Potokem. Následně silnice pokračuje východním směrem a na konci města Raspenava z ní severním směrem odbočuje do Pekla silnice III/29014. Dále popisovaná komunikace pokračuje severovýchodním směrem kolem Lázeňského rybníka, který obchází z jeho severní strany, a po asi šesti stech metrech vstupuje ze západu do obce Lázně Libverda (jižně od místního zámečku). Následně silnice ze severní strany míjí lázeňskou kolonádu a severovýchodně od ní u zdejšího obecního úřadu končí na stykové křižovatce se silnicí III/29015.